# Association sportive jeunesse Soyaux-Charente
Pour les articles homonymes, voir ASJ.
Maillots
L'ASJ Soyaux, est un club de football exclusivement féminin français basé à Soyaux, près d'Angoulême en Charente, et fondé en 1968 sous le nom d'Association Sportive de Soyaux.
Les Sojaldiciennes entrent dans l'élite[Quoi ?][réf. nécessaire] du football féminin français en 1975 dès la deuxième année d'existence du Championnat de France. Elles sont rétrogradées pour la première fois en Division 2 à l'issue de la saison 2009-2010, soit une série de 35 saisons passées au plus haut échelon national. Elles obtiennent pendant cette période un titre de championnes de France, et cinq titres honorifiques de vice-championnes. Le club compte plus de 200 licenciées, plusieurs équipes de jeunes aux niveaux régional et national, et est reconnu comme l'un des plus vieux clubs formateurs du football féminin français, ayant formé et vu évoluer en son sein des figures emblématiques telles que Corinne Diacre et Candie Herbert.
L'équipe, rétrogradée à l'issue de la saison 2022-2023, doit participer au championnat de France de deuxième division l'année suivante, mais le club dépose le bilan. Après l'interdiction de participer aux championnats nationaux prononcée par la Fédération, les dirigeants annoncent la dissolution de la SAS. Le club est inscrit en Régional 2.

## Histoire

### Débuts et période faste du club (années 70-90)
Malgré une activité encourageante au début du XXe siècle, le football féminin en France - comme en Europe - subit un lent déclin à partir du milieu des années 1920, souffrant d'une image négative dans la société, et causé en grande partie par la mise au ban de la discipline par les grandes fédérations nationales de football (en France, la FFFA). Devenue minoritaire, et même interdite en 1941 sous le régime de Vichy, la discipline ne reprend son développement qu'à partir du milieu des années 1960.
C'est en 1968 que l'Association Sportive de Soyaux - 1 an avant que la discipline ne soit à nouveau reconnue par la Fédération française de Football - crée en son sein une section de football féminin, afin de la faire participer à des fêtes de village et à des tournois où se rencontrent des équipes féminines. Le 1er match officiel de la section a lieu le 20 mars 1971 au stade Chanzy d'Angoulême.
Le 1er Championnat de Division 1 nationale de football féminin est créé en France en 1974 et verra pour sa 1re édition la victoire du Stade de Reims. L'AS Soyaux, après sept ans passés au sein de la Ligue du Centre-Ouest, rejoint l'élite du football féminin français, un an plus tard, pour la saison 1975-1976. L'équipe s'y illustrera une première fois lors de la saison 1979-1980 en atteignant la Finale du Championnat, dominant sur sa route le Stade quimpérois et son futur grand rival des années 1980, le VGA Saint-Maur. L'AS Soyaux cédera néanmoins en finale, 2 buts à 0, face à l'ogre rémois, finaliste déjà lors des 5 premières éditions et champion à 3 reprises.
Faisant de l'ombre aux équipes masculines du club, la section féminine de l'AS Soyaux subira une période de turbulence en 1982 : elle est supprimée par le club, puis reformée par la volonté des 50 licenciées du club et de certains dirigeants. Le club prend le nom d'Association Sportive Jeunesse de Soyaux, l'ASJ Soyaux, et sera désormais exclusivement féminin. Cette péripétie n'aura guère d'influence sur les résultats sportifs : l'équipe fanion enchaînant 3 demi-finales entre 1980 et 1983, et obtiendra même, lors de la saison 1983-1984, son premier et unique titre à ce jour de Champion de France, en écartant en finale le VGA Saint-Maur, tenant du titre, sur le court avantage de 1 but à 0.
Bien qu'il ne remportera pas de second titre lors de cette période fortement dominée par le VGA Saint-Maur (6 titres entre 1982 et 1990), l'ASJ Soyaux restera entre 1984 et 1990 un prétendant sérieux au titre de Champion de France, échouant deux fois en finale face au VGA Saint-Maur lors des saisons 1985-1986 (5 buts à 1) et 1986-1987 (3 buts à 0), et une fois aux tirs-au-but face au Saint-Brieuc SC en 1989.
Au niveau régional, les Sojaldiciennes poursuivront jusqu'en 1996 leur hégémonie amorcée en 1978 lors du gain de leur 1re Coupe du Centre-Ouest, en glanant pendant cette période pas moins de 14 Coupes régionales (elles en gagneront 4 autres depuis). Au niveau national, dès le début des années 1990, le club ne sera plus en mesure de lutter avec le FCF Juvisy, le FC Lyon ou le Toulouse FC pour le titre, récoltant tout de même une dernière position de dauphin - derrière le FCF Juvisy - lors du Championnat de France 1995-1996. S'ensuivra donc un long déclin d'une vingtaine d'années, qui va voir le club s'installer dans le ventre mou du Championnat de 1re Division, puis se rapprocher dangereusement de la Division 2 ; jusqu'à ce qu'en 2010 le club y soit finalement relégué pour la première fois de son histoire.
Les Bleues, entraînées alors par Corinne Diacre - joueuse emblématique du club et de l'Équipe de France devenue entraîneur de l'ASJ Soyaux de 2009 à 2013 -, remonteront en Division 1 immédiatement la saison suivante, mais ne pourront s'y maintenir, finissant l'exercice 2011-2012 à l'avant-dernière place. Les Sojaldiciennes terminent alors premières de leur groupe (B) en Division 2 l'année suivante et font l'ascenseur à nouveau. Elles parviennent cette fois à rester dans l'élite et font une bonne saison pour un promu : elles obtiennent une 6e place à l'issue du Championnat et atteignent les Demi-finales de la Coupe de France (perdue pour la quatrième fois face à l'Olympique lyonnais).

### Professionnalisation et fusion avortée avec Angoulême
Les Sojaldiciennes affiche dans le milieu des années 2010 une certaine régularité dans le championnat de France de D1 en terminant 6es en 2014 et 2015 et 7es en 2016 et 2017,.
Devenant une nécessité pour se maintenir au haut niveau, une professionnalisation croissante du club se fait ressentir, le club passant d'un budget de 300 000 € et de 20 % de joueuses sous contrats fédéraux en 2016, à 17 joueuses sous contrats et un budget de 850 000 € pour la saison 2019-2020.

Logo qui était destiné au nouveau club fusionné.

Le 29 janvier 2019, l'ASJ Soyaux, dans une volonté de professionnaliser davantage son équipe, officialise un projet de fusion avec l'Angoulême Charente FC évoluant en National 3. Un nom (Angoulême Soyaux Charente) et un logo sont dévoilés le 26 mars pour le nouveau club qui doit prendre forme pour la saison 2019-2020. Mais en mai, la fusion est reportée à la saison 2020-2021, une durée plus longue de préparation étant nécessaire, avant finalement d'être définitivement enterrée fin juin par l'ASJ Soyaux, qui a voté l'abandon du protocole de fusion avec l'ACFC en assemblée générale. Affectée par cet échec, la présidente de l'ASJ Soyaux, Martine Ferré, démissionne en septembre 2019 et est remplacée par le président délégué, Arnaud Pimbert.
En difficulté financière et subissant déjà un encadrement de sa masse salariale, l'ASJ Soyaux se voit notifier le 14 janvier 2020 par la DNCG de la FFF d'un retrait de trois points, d'une interdiction de recrutement et du maintien de l'encadrement de la masse salariale. Le club fait appel de cette décision.
À partir de la saison 2020-2021, l'équipe première évoluera sous une société anonyme sportive professionnelle, décision qui doit permettre au club de se développer économiquement, commercialement et en finalité sportivement. Le détachement de la structure associative, regroupant l'école de foot et l'équipe senior R1 et présidée par Marilyn Fort, implique la nomination d'un nouveau président à la tête de la SAS en la personne de Joël Cordeau. Sébastien Joseph, à qui il reste une année de contrat, reste l'entraîneur de l'équipe professionnelle. L'effectif, réduit à 18 joueuses, se renforce de trois étrangères et deux joueuses de D2. Le club, alors en position de relégable, voit en octobre 2020 la démission de l'entraîneur Sébastien Joseph pour raisons personnelles, l'intérim est assuré par Laurent Mortel jusqu'à la fin de saison. Dans le même temps, Joël Cordeau et Louis Dupeyrat, respectivement président et directeur sportif de l'ASJ Soyaux, sont démis de leurs fonctions alors qu'ils sont en désaccord avec Benoît Letapissier, actionnaire majoritaire de la SAS, qui devient PDG de la SAS. Robert Corfou arrive également en tant que responsable sportif. Laurent Mortel quitte finalement le club, son projet sportif étant mis à mal par les restrictions salariales. Il est remplacé par Dragan Cvetkovic.
Le 15 octobre 2021, la recrue estivale américaine Samantha Johnson publie une lettre ouverte dans laquelle elle pointe les problèmes rencontrés depuis son arrivée au club, notamment des défaillances au niveau du suivi médical et un conflit avec le président à propos du logement,. De nombreuses autres recrues quittent également le club après six mois seulement. Des témoignages pointent des impayés et des problèmes administratifs récurrents. En 2023, Benoît Letapisser annonce la liquidation du club qui se trouve, en fait, être juste la liquidation de sa société. La DNCG puis le COMEX prononce de lourdes sanctions envers le club faisant descendre l'équipe première de D1 (Division Nationale 1) à R2 (Régional 2). L'association décide de reprendre exclusivement la gérance du club de l'ASJ Soyaux Charente par l'intermédiaire de l'association. Dans le même temps, la présidente Marilyn FORT décède des suites d'un cancer et c'est Caroline MARY, ancienne joueuse du club, qui prend la tête de l'association, accompagnée des membres du comité d'administration.

### Dates clés
- 1968 : Création d'une section féminine au sein de l'Association Sportive de Soyaux
- 1971 : 1er match officiel de la section, le 20 mars, au stade Chanzy d'Angoulême
- 1975 : Promotion en Division 1 Nationale (D1), Création de la 1re école de foot féminin de France
- 1978 : Premier trophée régional en remportant la Coupe du Centre-Ouest
- 1980 : Vice-champion de D1 (Finale perdue face au Stade de Reims)
- 1982 : Suppression de la section féminine de l'AS Soyaux, Reconstitution immédiate en tant qu'Association Sportive Jeunesse de Soyaux
- 1983 : 6e Coupe du Centre-Ouest consécutive
- 1984 : Champion de France de D1 (remporté face au VGA Saint-Maur)
- 1986 : Vice-champion de D1 (Finale perdue face au VGA Saint-Maur)
- 1987 : Vice-champion de D1 (Finale perdue face au VGA Saint-Maur)
- 1989 : Vice-champion de D1 (Finale perdue face au Saint-Brieuc SC), 10e Coupe du Centre-Ouest
- 1996 : Vice-champion de D1 (derrière le FCF Juvisy)
- 2001 : 15e Coupe du Centre-Ouest
- 2003 : 1re Demi-finale de Challenge de France (perdue face au FC Lyon)
- 2005 : 2e Demi-finale de Challenge de France (perdue face à l'Olympique lyonnais)
- 2008 : 3e Demi-finale de Challenge de France (perdue face à l'Olympique lyonnais)
- 2009 : Corinne Diacre revient au club comme entraîneur après 19 saisons dans l'équipe en tant que joueuse
- 2010 : Rétrogradation historique en Division 2 Nationale (D2)
- 2011 : Vice-champion de D2, Remontée immédiate en Division 1 (D1), Labellisation de l'École de foot féminin
- 2012 : 2e Rétrogradation en Division 2 (D2)
- 2013 : Remontée immédiate en Division 1 (D1), Corinne Diacre quitte son poste d'entraîneur
- 2014 : 4e Demi-finale de Coupe de France (à nouveau perdue face à l'Olympique lyonnais)
- 2020 : Création de la SAS
- 2023 : Dissolution de la SAS

### Identité visuelle

Logo historique du club.
Logo actuel du club (depuis 2018).

## Résultats sportifs

### Palmarès
Le palmarès de l'ASJ Soyaux comporte un Championnat de France.
Le tableau suivant liste le palmarès du club actualisé à l'issue de la saison 2013-2014 dans les différentes compétitions officielles aux niveaux national et régional.
| Compétitions nationales | Compétitions régionales |
| - Championnat de France (1) - Champion : 1984. - Vice-champion : 1980, 1986, 1987, 1989, 1996. - Championnat de France de Division 2 - Vice-champion : 2011. - Coupe de France - Demi-finaliste : 2003, 2005, 2008, 2014. | - Championnat DH Centre-Ouest (9) - Champion : 1978, 1979, 1991, 1999, 2000, 2001, 2002, 2011, 2012. - Coupe du Centre-Ouest (19) - Vainqueur : 1978-1983, 1985-1987, 1989-1992, 1996, 2001, 2003, 2004, 2011, 2014. - Coupe de Charente (19) - Vainqueur : ... , 2009, 2011. |

### Bilan saison par saison
Le tableau suivant retrace le parcours de l'équipe première du club depuis la création du championnat de Division 1 sous le nom de Association Sportive de Soyaux (1968-1982) puis de Association Sportive Jeunesse de Soyaux depuis 1982.
| Édition   | Division 1     | Division 2  | Divisions Régionales   | Coupe de France     |
| --------- | -------------- | ----------- | ---------------------- | ------------------- |
| 1974-1975 | -              |             | ...                    |                     |
| 1975-1976 | ...            | -           |                        |                     |
| 1976-1977 | Premier Tour   | -           |                        |                     |
| 1977-1978 | Premier Tour   | -           |                        |                     |
| 1978-1979 | Premier Tour   | -           |                        |                     |
| 1979-1980 | Finaliste      | -           |                        |                     |
| 1980-1981 | Demi-finaliste | -           |                        |                     |
| 1981-1982 | Demi-finaliste | -           |                        |                     |
| 1982-1983 | Demi-finaliste | -           | -                      |                     |
| 1983-1984 | Champion       | -           | -                      |                     |
| 1984-1985 | 2e (Gr. A)     | -           | -                      |                     |
| 1985-1986 | Finaliste      | -           | -                      |                     |
| 1986-1987 | Finaliste      |             | -                      |                     |
| 1987-1988 | 3e (Gr. C)     | -           |                        |                     |
| 1988-1989 | Finaliste      | -           |                        |                     |
| 1989-1990 | 1/4 de finale  | -           |                        |                     |
| 1990-1991 | 1/4 de finale  | -           |                        |                     |
| 1991-1992 | 1/4 de finale  | -           |                        |                     |
| 1992-1993 | 5e             | -           | -                      |                     |
| 1993-1994 | 4e             | -           | -                      |                     |
| 1994-1995 | 6e             | -           | -                      |                     |
| 1995-1996 | 2e             | -           | -                      |                     |
| 1996-1997 | 5e             | -           | -                      |                     |
| 1997-1998 | 6e             | -           | -                      |                     |
| 1998-1999 | 7e             | -           | -                      |                     |
| 1999-2000 | 6e             | -           | -                      |                     |
| 2000-2001 | 7e             | -           | -                      |                     |
| 2001-2002 | 6e             | -           | -                      | 8e de finale        |
| 2002-2003 | 6e             | -           | -                      | Demi-finaliste      |
| 2003-2004 | 6e             | -           | -                      | 1/4 de finale       |
| 2004-2005 | 4e             | -           | -                      | Demi-finaliste      |
| 2005-2006 | 6e             | -           | -                      | 1/8e de finale      |
| 2006-2007 | 4e             | -           | -                      | 16e de finale       |
| 2007-2008 | 6e             | -           | -                      | Demi-finaliste      |
| 2008-2009 | 10e            | -           | -                      | 8e de finale        |
| 2009-2010 | 11e            | -           | -                      | 1/4 de finale       |
| 2010-2011 | -              | 1er (Gr. B) | -                      | 32e de finale       |
| 2011-2012 | 11e            | -           | -                      | 32e de finale       |
| 2012-2013 | -              | 1er (Gr. B) | -                      | 8e de finale        |
| 2013-2014 | 6e             | -           | -                      | Demi-finaliste      |
| 2014-2015 | 6e             | -           | -                      | 16e de finale       |
| 2015-2016 | 7e             | -           | -                      | 32e de finale       |
| 2016-2017 | 7e             | -           | -                      | 1/4 de finale       |
| 2017-2018 | 5e             | -           | -                      | Demi-finaliste      |
| 2018-2019 | 6e             | -           | -                      | 8e de finale        |
| 2019-2020 | 10e            | -           | -                      | 8e de finale        |
| 2020-2021 | 10e            | -           | -                      | Compétition arrêtée |
| 2021-2022 | 9e             | -           | -                      | 8e de finale        |
| 2022-2023 | 12e            | -           | -                      | 8e de finale        |
| 2023-2024 | -              | -           | Régionale 2            | 4e tour régional    |
| 2024-2025 | -              | -           | Régionale 1 (en cours) | en cours            |

## Organisation

### Stades
L'ASJ Soyaux évolue à domicile au stade Léo-Lagrange de Soyaux, et joue également parfois au stade Camille-Lebon d'Angoulême. Le stade Léo-Lagrange subissant en 2019-2020 des travaux de réhabilitations, qui vont permettre un agrandissement de la tribune ainsi qu'une réfection des salles et des vestiaires, le club évolue toute cette saison-là au stade Camille-Lebon,. Le club retrouve Léo-Lagrange en novembre 2020 après un an et demi de travaux.

## Personnalités du club

### Joueuses emblématiques
- Sylvie Bailly
- Natacha Brandy
- Martine Chapuzet
- Bernadette Constantin
- Fernanda Da Mota
- Corinne Diacre
- Émilie Dos Santos
- Candie Herbert
- Catherine Mercadier
- Ophélie Meilleroux
- Marina Pascaud
- Corine Petit
- Florence Rimbault
- Sylvie Rousseau
- Eden Avital
- Nathalie Tarade (élue meilleure joueuse française en 1989)

#### Les plus capées
Il semblerait que Corinne Diacre soit la joueuse la plus capées de l'ASJ Soyaux avec environ 350 matchs de D1 disputés, en 19 saisons avec le club sojaldicien entre 1988 et 2007, mais faute de sources plus fiables et plus précises, il est impossible de l'inclure dans ce classement, ainsi que pour de nombreuses joueuses historiques du club. Le classement suivant ne prend en compte que les statistiques précises de matchs, présentes sauf exception seulement depuis la saison 2003-2004.
Mise à jour : 8 juillet 2022
| Rang | Joueuses          | Période     | D1   | D2 | CdF | Total |
| 1re  | Corinne Diacre    | 1988-2007   | 350+ | 0  | 0+  | 350+  |
| 2e   | Anaïs Dumont      | 2005-2021   | 251  | 44 | 28+ | 323+  |
| 3e   | Marina Pascaud    | 1996-2015   | 205+ | 42 | 18+ | 265   |
| 4e   | Siga Tandia       | depuis 2008 | 194  | 43 | 25+ | 262   |
| 5e   | Jennifer Maier    | 2000-2015   | 158+ | 39 | 13+ | 210   |
| 5e   | Viviane Boudaud   | depuis 2013 | 152  | 0  | 15+ | 167   |
| 7e   | Laura Bourgouin   | depuis 2013 | 150  | 0  | 17+ | 167   |
| 8e   | Priscilla Bencini | 1994-2011   | 121+ | 21 | 6+  | 148   |
| 9e   | Corine Petit      | 2001-2008   | 125+ | 0  | 7+  | 133   |

#### Meilleures buteuses
Les buts sont comptabilités individuellement depuis la saison 2001-2002 sur Footofeminin.fr.
Mise à jour : 17 juin 2021
| Rang | Joueuses           | Période             | D1  | D2 | CdF | Total |
| 1re  | Candie Herbert     | 1999-2007 2010-2012 | 53+ | 6  | 3+  | 62    |
| 2e   | Corine Petit       | 2001-2008           | 51  | 0  | 6+  | 57    |
| 3e   | Laura Bourgouin    | depuis 2013         | 46  | 0  | 7+  | 53    |
| 4e   | Anaïs Dumont       | depuis 2005         | 15  | 15 | 1+  | 31    |
| 5e   | Siga Tandia        | depuis 2008         | 12  | 10 | 6+  | 28    |
| 6e   | Lauren Elwis       | 2010-2013           | 0   | 19 | 3+  | 22    |
| 7e   | Gwendoline Djebbar | 2013-2018           | 18  | 0  | 2+  | 20    |
| 8e   | Marina Pascaud     | 1996-2015           | 12+ | 4  | 2+  | 18    |

### Présidents
- Marc Delaballe
- Christian Déliat
- Pacal Audier
- Marilyn Fort
- Denis Bodi
- Marilyn Fort
- Martine Ferré
- Joël Cordeau (SASP) - Marilyn Fort (Association)
- Benoît Letapissier (SASP) - Marilyn Fort (Association)
- Caroline Mary

### Entraîneurs
- Claude Fort (1981 à 1991)
- William Sureaud (1991 à 1995)
- Bernadette Constantin (1996 à 2006)
- Jean Parédès (2006 à 2008)
- Christophe Charbonnier (2008 à 2009)
- Bernadette Constantin (2009 à 2010)
- Corinne Diacre (2010 à 2013)
- Jean-Claude Barrault (2013 à 2014)
- Jean Parédès (2014 à 2016)
- Nicolas Goursat (2016 à 2017)
- Sébastien Joseph (2017 à 2020)
- Laurent Mortel (2020 à 2021)
- Dragan Cvetkovic (2021 à 2022)
- Stéphane Guigo (2022-2023)
- Tom Bouvier

## Controverse
En octobre 2021, une ancienne joueuse du club originaire du Canada Samantha Johnson exprime , dans les médias, son mécontentement sur des prétendues mauvaises conditions de travail dont elle aurait été victime lors de son passage à l'ASJ Soyaux,,,,,,.